# Calospila napoensis
Calospila napoensis is een vlindersoort uit de familie van de prachtvlinders (Riodinidae), onderfamilie Riodininae.
Calospila napoensis werd in 2004 beschreven door Hall, J & Harvey.